# Botrivier
Botrivier is een dorp in de regio West-Kaap in Zuid-Afrika. De plaats is gelegen in de gemeente Theewaterskloof. Het dorp had in 2001 4000 inwoners, in 2011 5500.

## Grootste subplaatsen (Sub Place)
Botrivier